# 黃玉振
黃玉振（1952年9月16日—），中華民國政治人物，苗栗縣三灣鄉客家人，中國文化大學新聞學系畢業，曾擔任《聯合報》政治線記者、《聯合報》黨政小組召集人、英特發股份有限公司《TVBS周刊》創刊副總編輯、三立衛星電視台新聞部副總監、中天電視副總經理、環球電視新聞部總編輯等職；之後離開媒體界，成為時任中國國民黨主席馬英九的重要幕僚。曾任中國國民黨中央委員會文化傳播委員會主任委員。2008年進入劉兆玄內閣，擔任行政院客家委員會主任委員。